# Родовід (сайт)
Родові́д (Rodovid.org) — некомерційний, багатомовний, відкритий вікіпроєкт, створений 2005 року в Києві українськими ентузіастами, для того, щоб кожен міг створити віртуальну книгу свого роду.

## Історія
Спочатку Родовід розроблявся як проєкт, незалежний від Wikimedia Foundation. Однак на думку головних розробників проєкту, якщо Родовід стане одним із проєктів Wikimedia, це матиме величезне значення як для спільноти Родоводу, так і для спільноти Wikimedia загалом.

## Мета
Метою Родоводу є створення платформи для генеалогічної спільноти, в рамках якої можна було б вільно обмінюватися даними.
Уже було кілька спроб створити генеалогічні wiki-сайти, що свідчить про сталий попит на такі проєкти. Будь-хто може долучитися до складання родового дерева, оскільки для цього не потрібно мати спеціальних знань, як, наприклад, для написання статей для Wikipedia чи Wikibooks. Цей проєкт має привернути увагу багатьох людей: від випадкових любителів до професіоналів в царині генеалогії.

## Назва
Назва проєкту є транслітерацією українського слова родовід.

## Інші генеалогічні wiki-проєкти
Існує декілька інших wiki-проєктів зі створення родових дерев.

### Wikitree
Одним з лідерів за відвідуваністю серед генеалогічних wiki-проєктів є Wikitree. На жаль, сайт розпочав свою роботу на основі некомерційної ліцензії, тому переговори з фундацією Wikimedia не мали успіху. Крім того, сайт не має усіх можливостей, реалізованих у Родоводі (GEDCOM і т.і.). Щоб запобігти існуванню двох конкуруючих проєктів, зараз ведуться переговори щодо можливості їхнього об'єднання.

### Портал Wikicities
Існує генеалогічний wiki-сайт на порталі wikicities, а також Норвезький генеалогічний сайт wikicity. На порталах обох сайтів розміщено оголошення. Обидва wiki-сайти, найімовірніше, не будуть безпосередніми конкурентами Родоводу, оскільки жоден з них не призначений для роботи з генеалогічними даними, вони розроблялися для роботи з ланцюжками Суфі.

### WeRelate.org
Тривають переговори і з іншим генеалогічним сайтом, WeRelate, щодо можливості злиття двох проєктів.

## Ліцензія
Зараз Родовід працює відповідно до Creative Commons Attribution License, а не GFDL, тому що генеалогічні дані є переважно фактами, які не можуть регламентуватися авторським правом. Втім, якщо виникне потреба змінити ліцензію на GFDL, це може статися у майбутньому.

## Багатомовність
Наразі Rodovid.org може працювати з глобальною базою 24 мовами.
Усі мовні версії сайту використовують одну базу даних, тому записи, що додаються для однієї мовної версії, будуть з'являтися і для інших (дивись можливості нижче). Це стало можливим завдяки тому, що родинні дерева представлені передусім фактами: датами, іменами тощо Таким чином, перекладатися повинні текстові дані (ім'я, вік, дата народження тощо), що може бути зроблено автоматично (за допомогою комп'ютера).
Також можливо додати сторінку, що містить біографічну інформацію про особу. Такі сторінки прямо не пов'язані зі сторінками дерева, а тому повинні перекладатися вручну (як сторінки звичайних wiki-сайтів, таких як Wikipedia).

## Тестування
Для тестування створено окрему базу даних — Rodovid engine. Її також використовують для коментарів, міжмовної співпраці, повідомлень про помилки та запитів щодо нових можливостей.

## Можливості
Щоб додати особу потрібно лише натиснути на Додати особу у панелі навігації та заповнити усі поля. Для додавання родинних зв'язків достатньо ввести імена батьків та провести пошук. Їх імена відображені за умови наявності цих осіб в базі даних. Потрібно лише обрати правильний варіант, натиснувши на відповідне ім'я. В іншому випадку, можна створити нові записи для цих осіб.

### Автоматична генерація родового дерева
Графічне родове дерево генерується автоматично, відображаючи два покоління предків та два покоління нащадків, а також їх рідних братів, сестер та членів подружжя. Можна також переглянути версію дерева, що відображає усі покоління. Можна також створити версію для друку. Нарешті, можна просто натиснути на позначку «стать» (♂, ♀) біля будь-якої особи — і Ви побачите усіх предків та нащадків цієї особи.

### Зчеплені бази даних
Переважна більшість генеалогічних даних являє собою імена, номери та місця, тому якщо ви додаєте особу для однієї з мовних версій сайту, вона автоматично з'явиться в усіх інших мовних версіях (слова «ім'я», «дата народження» тощо буде перекладено). Таким чином , створений в україномовній версії сайту буде доступний для перегляду і в англомовній, німецькомовній, франкомовній і т.і.

### Спеціальні Сторінки
Щоб зробити генеалогічну систему кориснішою, створено кілька спеціальних сторінок:
- Наймолодші особи
- Групування за прізвищами
- Групування за роком народження

### Приклади родинних дерев
- Предки (пращури): nl, uk
- Нащадки Рюрика (9 поколінь), Піпіна Короткого (43 покоління)

### Шаблони для Вікіпедії
- Шаблон:RodovidSurname (з описом використання)
- Шаблон:Rodovid
- Шаблон:Вікіпосилання
- Шаблон:Бібліоінформація